# Patchkabel

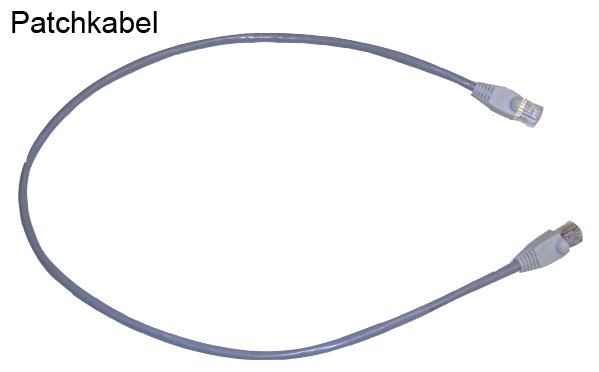
Patchkabel Kat5

En patchkabel (av engelska patch cord, ungefär ’kopplingskabel’) är en kort kabel som används för att koppla samman enheter som är fysiskt nära varandra. 
Vanligt förekommande begrepp var tidigare korskopplingskabel. Korskopplingskablar kopplas mellan korskopplingsfält också kallade korskopplingspaneler.
Det av engelska och svenska sammansatta ordet patchkabel ersätter i dagligt tal ofta den äldre svenska benämningen.
Enheterna kan sitta på en patchpanel. Patchkablar används ofta i elektronikrack, till exempel för att koppla ihop nätverk till switchar och routrar.